# دسموزوم
دسموزوم (به انگلیسی: Desmosome)، نقاط جوش دهنده ساختار سلولی است که برای به هم چسباندن سلول ها عمل می کند. دسموزوم ها در مقابل نیروهای کششی مقاوم هستند و بیشتر در بافت پوششی ساده و بافت پوششی طبقه‌ای پیدا می شوند. فاصلهٔ میان‌سلولی بسیار کم می باشد. از دیگر عملکرد های این نوع از پیوند بین سلولی چسباندن سلول های ماهیچه ای (عضلانی) و پوششی یک لایه و چند لایه به یکدیگر می باشد. این نوع پیوند را می توان بر روی بافت های پوششی مشاهده کرد 